# Low (album, David Bowie)
Low je jedenácté studiové album britského zpěváka Davida Bowieho. Jeho nahrávání probíhalo v Château d'Hérouville ve francouzském Hérouville a v Hansa Tonstudio v Berlíně. Jeho producentem byl Bowie spolu s Tony Viscontim. Album vyšlo v lednu 1977 u vydavatelství RCA Records a jde o první část Bowieho „berlínské trilogie“.

## Seznam skladeb
| Pořadí         | Název                           | Autor                              | Délka |
| -------------- | ------------------------------- | ---------------------------------- | ----- |
| 1.             | Speed of Life                   | David Bowie                        | 2:46  |
| 2.             | Breaking Glass                  | Bowie, Dennis Davis, George Murray | 1:52  |
| 3.             | What in the World               | Bowie                              | 2:23  |
| 4.             | Sound and Vision                | Bowie                              | 3:05  |
| 5.             | Always Crashing in the Same Car | Bowie                              | 3:33  |
| 6.             | Be My Wife                      | Bowie                              | 2:58  |
| 7.             | A New Career in a New Town      | Bowie                              | 2:53  |
| 8.             | Warszawa                        | Bowie, Brian Eno                   | 6:23  |
| 9.             | Art Decade                      | Bowie                              | 3:46  |
| 10.            | Weeping Wall                    | Bowie                              | 3:28  |
| 11.            | Subterraneans                   | Bowie                              | 5:39  |
| Celková délka: | Celková délka:                  | Celková délka:                     | 38:48 |

## Obsazení
- David Bowie – zpěv, kytara, saxofon, xylofon, vibrafon, harmonika, perkuse, klávesy, syntezátory, klavír
- Brian Eno – zpěv, syntezátory, klavír, klávesy
- Carlos Alomar – kytara
- Dennis Davis – perkuse
- George Murray – baskytara
- Ricky Gardiner – kytara
- Roy Young – klavír, varhany
- J Peter Robinson – klavír, syntezátor
- Paul Buckmaster – klavír, syntezátor
- Mary Visconti – vokály v pozadí
- Iggy Pop – vokály v pozadí
- Eduard Meyer – violoncello